# Eparchie vaninská
Eparchie Vanino je eparchie ruské pravoslavné církve nacházející se v Rusku.

## Území a titul biskupa
Zahrnuje správní hranice území Bikinského, Vaninského, Vjazemského, Lazovského, Nanajského a Sovětsko-Gavanského rajónu Chabarovského kraje.
Eparchiálnímu biskupovi náleží titul biskup vaninský a perejaslavský.

## Historie
Byla zřízena 21. října 2016 oddělením z území chabarovské eparchie a amurské eparchie. Je součástí přiamurské metropole.

## Seznam biskupů
- 2016–2018 Savvatij (Perepjolkin)
- od 2018 Aristarch (Jacurin)